# リエ
リエ（1980年1月18日 - ）は、アミー・パークに所属していたお笑いタレント。北海道上川郡美瑛町出身。本名は遠藤 梨榮（えんどう りえ）。

## 略歴・概説
かつては『遠藤リエ』の芸名で活動していたが、2009年末頃から『リエ』と改名。
ネタは、特技のアコーディオンを使った歌ネタが定番の一つとなっている。主なものに『いっぽんでもにんじん』（なぎら健壱）が元歌の、暗い内容を含んだネタなど。これまでには、効果音としてアコーディオンを演奏しながらの漫談も披露したこともあった。
塚田舞（サジタリ）、小町との3人でのトークライブ『アミーパーク3姉妹 ～舞と小町と時々リエ～』を行っている（構成はルネの岩田サトシ）2010年3月7日にはその番外編として『小町とリエの自由研究』を行った。
R-1ぐらんぷり2010では、3回戦まで進出。
M-1グランプリ2010では、同じ事務所所属の水町タカオとのコンビ「リエとアコーディオンと次男」で出場。なお、事務所ライブ「アミーパークライブF」にもこのコンビで出演したことがある。
2011年4月、引退。

## 出演

### テレビ
- ショーバト!（日本テレビ）- 2010年6月1日『ミニバト!』

### ライブ
- アミーパークライブ
  - アミーパークライブF
  - アミーさんとフラットさん
- 笑いの輪
- 笑っていくどん!
- 笑スペース101
他